# Simon Hayes
Simon Hayes ist ein britischer Filmtonmeister.

## Karriere
Hayes gewann 2013 zusammen mit Andy Nelson und Mark Paterson einen Oscar für den besten Ton in Les Misérables. Seit 1995 war Hayes an über 40 Filmen beteiligt, darunter waren auch mehrere Filme von Regisseur Matthew Vaughn. Im Jahr 2024 arbeitete er an Wicked von Regisseur Jon M. Chu. Dafür ist er bei der Oscarverleihung 2025 zusammen mit Nancy Nugent Title, Jack Dolman, Andy Nelson und John Marquis in der Kategorie Bester Ton nominiert.

## Filmografie (Auswahl)
- 2011: X-Men: Erste Entscheidung (X-Men: First Class)
- 2012: Les Misérables
- 2013: Kick-Ass 2
- 2014: Guardians of the Galaxy
- 2014: Ich. Darf. Nicht. Schlafen. (Before I Go to Sleep)
- 2014: Kingsman: The Secret Service
- 2016: Legend of Tarzan (The Legend of Tarzan)
- 2016: Phantastische Tierwesen und wo sie zu finden sind (Fantastic Beasts and Where to Find Them)
- 2016: Allied – Vertraute Fremde (Allied)
- 2017: Life
- 2017: King Arthur: Legend of the Sword
- 2018: Mary Poppins’ Rückkehr (Mary Poppins Returns)
- 2019: Yesterday
- 2019: Aladdin
- 2019: Cats
- 2021: James Bond 007: Keine Zeit zu sterben (No Time to Die)
- 2023: Arielle, die Meerjungfrau (The Little Mermaid)
- 2023: Argylle
- 2024: Wicked